# 1375
1375 (MCCCLXXV) fue un año común comenzado en lunes del calendario juliano, en vigor en aquella fecha.

## Acontecimientos
- 8 de octubre: en los Países Bajos, una marea ciclónica inunda Flandes, Holanda y Zelanda. (29 años después se volverán a inundar exactamente las mismas regiones). La inundación cubre para siempre la localidad de Boterzande, que actualmente se encuentra bajo el Westerschelde (el estuario del río Escalda).[1]
- 16 de octubre: en la actual España, el reino de Navarra y el vizcondado de Bearne firman la carta de paz del Tributo de las Tres Vacas, tratado internacional que sigue en vigor en la actualidad.
- En la actual España, el futuro rey Juan I de Castilla, se casa con Leonor de Aragón.